# Fraser T Smith
Fraser Lance Thorneycroft-Smith (Buckinghamshire, 8 de fevereiro de 1971), mais conhecido como Fraser T Smith, é um produtor musical, compositor e músico britânico. Ele co-escreveu, produziu e masterizou seis canções números um e tem contribuído para quinze álbuns número um no Reino Unido e Estados Unidos. Ele tem colaborado em canções como "Set Fire to the Rain" de Adele, "Broken Strings" de James Morrison, "Number 1" de Tinchy Stryder e "Break Your Heart" de Taio Cruz. Outros artistas que trabalharam com Fraser inclui Sam Smith, Craig David, Kano, Britney Spears, Ellie Goulding, Stormzy, Katy B, Tinchy Stryder, Plan B, DJ Mustard, Bipolar Sunshine, Jon Bellion e Gavin James.
Em 2012, venceu o Grammy Award para Album of the Year com Adele pelo álbum 21 tendo produzido e masterizado "Set Fire to the Rain". Em 2013, Adele ganhou um Grammy Award por "Set Fire to the Rain (Live)". Ele também foi indicado ao Ivor Novello Award por escrever "Broken Strings". Em 2015, Smith foi indicado na categoria Album of the Year no Grammy Awards daquele ano por sua contribuição para o álbum In the Lonely Hour, de Sam Smith.